# Dickson, Oklahoma
Dickson är en kommun (town) i Carter County i Oklahoma. Vid 2020 års folkräkning hade Dickson 1 331 invånare.